# ماونتاین گیت (کالیفرنیا)
ماونتاین گیت (به انگلیسی: Mountain Gate) یک منطقهٔ مسکونی در ایالات متحده آمریکا است که در شهرستان شاستا، کالیفرنیا واقع شده‌است. ماونتاین گیت ۱۵٫۷۷۵ کیلومتر مربع مساحت و ۹۴۳ نفر جمعیت دارد و ۲۷۸٫۹ متر بالاتر از سطح دریا واقع شده‌است.